# Athysanella pycna
Athysanella pycna är en insektsart som beskrevs av Alexander Fyodorovich Emeljanov 1970. Athysanella pycna ingår i släktet Athysanella och familjen dvärgstritar. Inga underarter finns listade i Catalogue of Life.